# عنقود بروكي

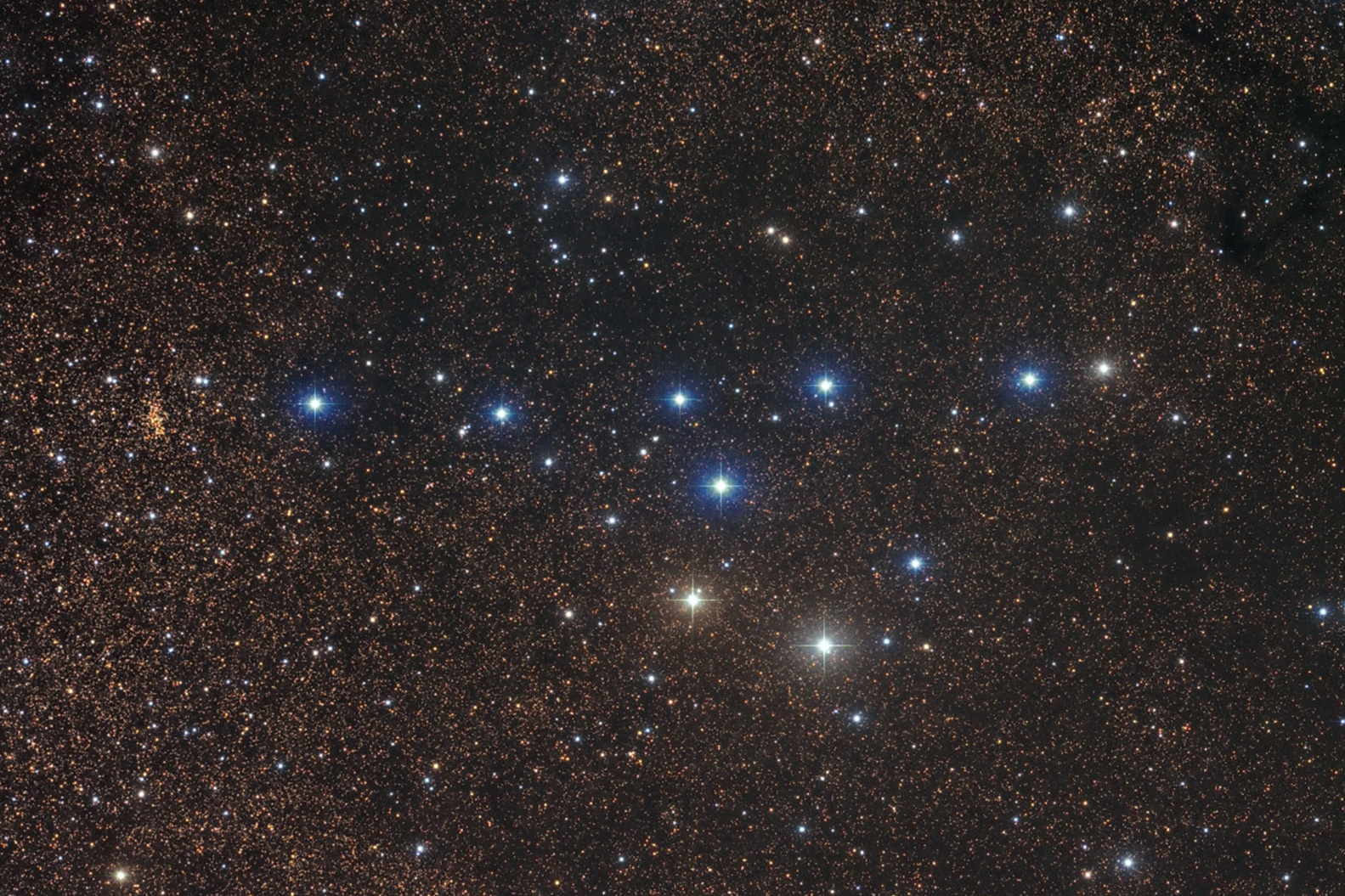
صورة التقطها أحد الهواة للكويكبة بروكي 399 والمناطق المحيطة بها

عنقود بروكي (المعروفة أيضًا باسم كولِندر 399 أو Cr 399 أو عنقود الصوفي) هو كويكبة مكونة من 10 نجوم. تظهر ستة من النجوم مجتمعة في صف واحد، عبر 1.3 درجة من سماء الليل. يقع العنقود في جنوب كوكبة الثعلب، بالقرب من كوكبة السهم. لا يُعتقد أن أيًا من هذه النجوم العشرة مرتبط بقوة الجاذبية ببعضها البعض، وبالتالي فهي ليست عنقودًا نجميًا، وهي حقيقة أثبتتها قياسات أبرخش عام 1997. يعتبر البعض أن هناك 30 نجمًا إضافيًّا أكثر خفوتًا هي جزء من الكويكبة.

## نبذة تاريخية
وصف الفلكي الفارسي المسلم عبد الرحمن الصوفي هذا العنقود أول مرة في كتابه صور الكواكب الثمانية والأربعين باسم "لطخة سحابية" عام 964 م.
وفي القرن السابع عشر، أعاد الفلك الإيطالي جوفاني باتيتتا أوديرنا [الإنجليزية] اكتشافه بشكل مستقل.
في عشرينيات القرن العشرين، أنشأ عالم فلك هاوٍ وصانع خرائط للجمعية الأمريكية لراصدي النجوم المتغيرة [الإنجليزية] (AAVSO) دالميرو فرانسيس بروكي (Dalmero Francis Brocchi) خريطة للنجوم لاستخدامها في معايرة أجهزة قياس الضوء، ورسم عليها هذا العنقود النجمي.
وفي عام 1931، أدرجها الفلكي السويدي بير كولِندر [الإنجليزية] في فهرس العناقيد المفتوحة الخاص به.